# Gholam Reza Azhari
Gholam Reza Azhari (Shiraz, 18 febbraio 1912 – McLean, 5 novembre 2001) è stato un generale e politico iraniano, Primo ministro dello Stato Imperiale dell'Iran per un breve periodo nel 1978.

## Biografia

### Primi anni di vita ed educazione
Azhari nacque a Shiraz nel 1912 o secondo un'altra fonte nel 1917. Fu un graduato dell'Università della guerra dell'Iran. Ricevette anche un addestramento al National War College di Washington negli anni' 50.

### Carriera
Azhari lavorò al CENTO. Nel 1971 Venne nominato capo di stato maggiore delle Forze armate imperiali iraniane carica che mantenne fino al 1978. Servì come Primo ministro ad interim di un governo militare fino a quando non si poté scegliere di nuovo un governo a guida civile, Servì come Primo ministro dal 6 novembre 1978 al 31 dicembre 1978, in questo contesto formò il primo governo militare in Iran dal 1953.
il 21 dicembre 1978, in qualità di Primo ministro si rivolse con questa frase all'ambasciatore statunitense in Iran William Sullivan, "Devi sapere questo e devi dirlo al tuo governo. Questo paese è perso poiché lo Scià non può prendere una decisione". Azhari ebbe un attacco di cuore nel gennaio 1979, e a causa di questo fu costretto alle dimissioni il 2 gennaio dello stesso anno. A lui gli succedette come Capo di stato maggiore delle Forze armate il generale Abbas Gharabaghi e Shapur Bakhtiar come Primo ministro. Il 18 febbraio 1979 si ritirò dall'esercito in absentia.

### Gabinetto
il suo gabinetto di governo era composto da otto membri (cinque militari e e tre civili):
- Generale Gholam Ali Oveissi, Governatore militare di Teheran (Lavoro e affari sociali)
- Tenente generale Nasser Moghaddam, Capo della Polizia di sicurezza (Energia)
- Generale Abbas Gharabaghi (Interno)
- Tenente generale Abdol Hassan Sa'adatmand (Abitazione e Sviluppo)
- Generale Gholam Reza Azhari (Guerra)
- Amir Khosrow Afshar (Affari Esteri)
- Mohammed-Reza Amin (Industria)
- Karim Motamedi (Poste e Telecomunicazioni)

Tuttavia, è anche riportato che il governo fosse composto da undici uomini e sei di loro erano militari.

### Ultimi anni di vita e morte
Azhari aveva sofferto di un attacco di cuore mentre serviva come Primo ministro. Dopo aver lasciato il suo incarico andò negli Stati Uniti per sottoporsi ad un trattamento cardiaco al Bethesda Naval Hospital. Dopo aver subito il trattamento non fece ritorno in Iran e si stabilì a McLean in Virginia. Nell'immediato periodo seguito alla Rivoluzione iraniana, l'Ayatollah Sadegh Khalkhali un giudice religioso e ai tempi presidente della Corte rivoluzionaria informò la stampa di aver emanato una condanna a morte contro i membri della famiglia Pahlavi ed ex ufficiali dello Scià compreso Azhari.
Azhari morì di cancro a McLean il 5 novembre 2001.